# Sarah Cunningham
Sarah Lucie Cunningham (Greenville, 8 de septiembre de 1918-Los Ángeles, 24 de marzo de 1986) fue una actriz teatral, cinematográfica y televisiva estadounidense.

## Biografía
Su nombre completo era Sarah Lucie Cunningham, y nació en Greenville, Carolina del Sur. Estuvo casada con el John Randolph desde el 3 de enero de 1942 hasta la muerte de ella. La pareja tuvo dos hijos.
Cunningham conoció a su futuro marido en las clases de actuación de Stella Adler, en Nueva York, a donde había viajado desde Carolina del Sur tras graduarse summa cum laude en la Universidad Furman. La pareja se casó en 1942 en Chicago, ciudad en la cual él trabajaba con una gira nacional de la obra Hijo nativo, dirigida y producida por Orson Welles. 
Se cree que Cunningham y su marido habían sido investigados por sus posibles lazos comunistas en 1951 y 1953, siendo llamados a declarar ante el Comité de Actividades Antiestadounidenses en 1955 en Nueva York. Al igual que Madeline Lee Gilford, Jack Gilford y otros muchos, fueron víctimas de las lista negra de Hollywood. Por dicho motivo ella no pudo trabajar en el cine, la televisión o la radio hasta bien entrada la década de 1960.
Así, fue contratada en 1964 para encarnar a Elizabeth Matthews en la serie televisiva Another World. Ella, junto al actor John Beal, fue despedida por la creadora del show, Irna Phillips, sin razón aparente, aunque se asumió que fue por la presión de alguna emisora o patrocinador por haber pertenecido a la lista negra. El matrimonio subsistió gracias a su trabajo teatral hasta que pudo volver a actuar en el cine y la televisión.
Randolph y Cunningham fueron miembros fundadores originales del Ensemble Studio Theatre de Nueva York, junto al director artístico Curt Dempster y el actor Jon Voight, entre 1968 y 1972. Posteriormente fundaron el Ensemble Studio Theater West, en Los Ángeles, en 1980. Ambas instituciones son bien conocidas por la calidad de sus producciones.
Aunque trabajaron extensamente en la televisión y el cine, su principal pasión era el teatro. En 1983 presentaron la obra del dramaturgo James G. Richardson Eulogy, con dirección de Heidie Helen Davis. Era una pieza con dos personajes escrita principalmente para ellos como parte de una trilogía de piezas en un acto y dos personajes. Actuaron en Nueva York y Los Ángeles, y fue la última vez que la pareja actuó junta sobre el escenario antes de la muerte de Cunningham. Aun así, actuaron por última vez unidos en el episodio de la serie Trapper John M.D. "The Curmudgeon", emitido el 18 de marzo de 1986. 
Sarah Cunningham falleció una semana más tarde, el 24 de marzo, en Los Ángeles. Mientras observaba la entrega de los Premios Oscar, sufrió un ataque de asma. Cunningham había sufrido durante muchos años enfisema y tenía asma desde su infancia. Había estado en el hospital para su tratamiento anual del enfisema, pero interrumpió la terapia para poder acudir por vez primera a la entrega de los Premios de la Academia.

## Filmografía

### Cine
- 1948: The Naked City
- 1964: Black Like Me
- 1972: The Cowboys
- 1977: Nunca te prometí un jardín de rosas
- 1982: Frances
- 1985: Al filo de la sospecha

### Televisión
- 1951: Nash Airflyte Theatre
- 1954: Look Up and Live
- 1956: The Edge of Night
- 1964: Another World
- 1973: Screaming Skull (telefilm)
- 1974: The Family Kovack (telefilm)
- 1974: House of Evil (telefilm)
- 1974: Great Performances, episodio The Rimers of Eldritch
- 1975: Starsky y Hutch
- 1975: The Rookies
- 1975: The Turning Point of Jim Malloy (telefilm)
- 1975: Baretta
- 1976: La mujer policía
- 1976: Executive Suite
- 1976: Visions
- 1976: F. Scott Fitzgerald in Hollywood (telefilm)
- 1977: The Gathering (telefilm)
- 1977: Nero Wolfe (telefilm)
- 1978: Lucan
- 1978, 1980 y 1984: Dallas
- 1979: Vega$
- 1979: How the West Was Won
- 1980: Belle Starr (telefilm)
- 1981: The Oklahoma City Dolls (telefilm)
- 1981-1986: Trapper John M.D.

## Teatro
- 1951: La casa de Bernarda Alba
- 1957: Fair Game
- 1958: La visita de la anciana dama
- 1960: Toys in the Attic
- 1965: The Zulu and the Zayda
- 1966: My Sweet Charlie